# Turistična zveza Slovenije
Turistična zveza Slovenije je nacionalna društvena organizacija v Sloveniji, ki skrbi za razvoj in promocijo turizma, je krovna organizacija ki združuje preko 600 turističnih društev, občinskih in območnih zvez.

## Odlikovanja in nagrade
Leta 1995 je zveza prejela častni znak svobode Republike Slovenije z naslednjo utemeljitvijo: »za dolgoletno delo in zasluge pri razvoju ter organiziranju slovenskega turizma, za spodbujanje raznovrstnih turističnih dejavnosti, še posebej pa za širjenje vedenja o Sloveniji v svetu«.